# Karakter (film)
Karakter is een Nederlandse film uit 1997 van Mike van Diem, met in de hoofdrollen Fedja van Huêt en Jan Decleir. 
Het scenario van de film is (grotendeels) gebaseerd op de gelijknamige roman (1938) van F. Bordewijk, met elementen uit diens novelle Dreverhaven en Katadreuffe (1928).
De film bracht volgens de bezoekersstatistieken van de Nederlandse Film Producers 1.020.038 euro op en trok 204.061 bezoekers. Karakter werd bij de uitreiking van de Academy Awards 1998 onderscheiden met een Oscar in de categorie 'Beste niet-Engelstalige film'. De kritiek was vrijwel in zijn geheel enthousiast.

## Verhaal
De film begint met Jacob Willem Katadreuffe die naar het kantoor van Arend Barend Dreverhaven komt met de boodschap: "Ik ben vandaag tot advocaat beëdigd". Dreverhaven draait zich gewoon om en Katadreuffe vertrekt; op dat moment roept Dreverhaven hem gefeliciteerd toe en wil hem de hand reiken. Maar Jacob Katadreuffe vertrekt en verlaat het kantoor om even later terug te komen. Hij kijkt Dreverhaven dreigend aan en maakt een tijgersprong naar Dreverhavens keel.
Jacob wordt opgepakt op verdenking van moord op Dreverhaven. De commissaris ondervraagt hem en Jacob doet zijn verhaal.
Zijn moeder Jacoba Katadreuffe, ook wel Joba genoemd, was de meid van Dreverhaven. De twee hadden op een nacht seks en Joba werd zwanger van hem. Ze vertelde het Dreverhaven en vertrok toen voorgoed. Dreverhaven deed haar een huwelijksaanzoek per post gepaard met een som geld, maar ze wilde dit niet aanvaarden. In totaal werd het geld 13 keer over en weer gestuurd.
Jacob groeide op zonder vader en kreeg te kampen met pesterijen. Hij was de bastaard van de klas en zijn moeder werd voor hoer uitgemaakt. Toen dit uit de hand liep besloot Joba te verhuizen.
In het huis vond Jacob boeken in zijn kamer en omdat zijn moeder letterlijk nooit sprak begon hij te lezen. Op deze manier leerde hij Duits uit een incomplete encyclopedie en leerde hij ook Engels.
Jacob was zijn moeder meer dan beu. In een poging aan haar te ontsnappen koopt hij een sigarenzaak waarvoor hij een lening aangaat bij de volkskredietbank, die later van Dreverhaven blijkt te zijn.
Hij gaat failliet en Dreverhaven, die deurwaarder is, zet een procedure in. Jacob wordt gevraagd naar het kantoor van de curator te komen. Terwijl hij daar is, solliciteert hij meteen maar bij het advocatenkantoor (hij spreekt tenslotte Engels) en wordt aangenomen. Zijn schuld aan Dreverhaven lost hij af.
Jacob wil aan een studie rechten beginnen. Om zich te bewijzen tegenover de man van wie hij denkt dat het zijn vader is, gaat hij weer geld lenen bij Dreverhaven. Deze maakt het hem moeilijk en Jacob is weer bijna failliet, maar hij komt erbovenop. Hij overtreft zijn vader en wil hem recht in de ogen kijken met de boodschap dat hij rechtsgeleerde is.
Dan wordt onthuld wat er nu echt is gebeurd na die tijgersprong van Jacob: hij heeft Dreverhaven niet vermoord. Het is tot een bloedig gevecht gekomen en uiteindelijk heeft Dreverhaven zelfmoord gepleegd; hij heeft een mes in zijn eigen buik gestoken en is door het gat gevallen van de lift die er nooit gekomen is. Jacob wordt vrijgelaten en krijgt een brief van Dreverhaven met een overzicht van al zijn bezittingen, en het verzoek contact op te nemen met zijn zaakwaarnemer. Jacob is nu, in de woorden van zijn vriend, kapitalist. Maar schokkender voor Jacob is dat Dreverhaven heeft ondertekend met "Vader".

## Rolverdeling
| Acteur                   | Personage                                   |
| ------------------------ | ------------------------------------------- |
| Jan Decleir              | Dreverhaven                                 |
| Fedja van Huêt           | Katadreuffe                                 |
| Betty Schuurman          | Jacoba                                      |
| Tamar van den Dop        | Lorna te George                             |
| Victor Löw               | De Gankelaar                                |
| Hans Kesting             | Jan Maan                                    |
| Lou Landré               | Rentenstein                                 |
| Bernard Droog            | Stroomkoning                                |
| Frans Vorstman           | Inspecteur de Bree                          |
| Fred Goessens            | Schuwagt                                    |
| Jasper Gottlieb          | Katadreuffe (6 jaar)                        |
| Marius Gottlieb          | Katadreuffe (6 jaar)                        |
| Pavlik Jansen op de Haar | Katadreuffe (12 jaar)                       |
| Marisa van Eyle          | juffrouw Sibcul                             |
| Wim van der Grijn        | politie-inspecteur                          |
| Bruun Kuijt              | Minister van de Rechtbank                   |
| Jos Verbist              | brigadier                                   |
| Jack Hedley              | Forester                                    |
| Bruun Kuijt              | President van de Rechtbank                  |
| Jaap Spijkers            | overbuurman                                 |
| Myranda Jongeling        | Mevrouw op het strand                       |
| Mark Rietman             | Van Rijn                                    |
| Dennis Overeem           | Boer                                        |
| Jan Pontier              | Meijer                                      |
| Jan van Eijndthoven      | sigarenhandelaar                            |
| Johan Ooms               | Wever                                       |
| Cas Jansen               | Opstandeling                                |
| Anne-Marie Grosfeld      | Mevrouw Graanoogst                          |
| Rick van Gastel          | Jongen waarmee Katadreuffe vecht als jongen |
| Arjan van den Haak       | Loopjongen Pietje                           |

## Achtergrond
Schrijver F. Bordewijk (1884 – 1965) was juniorpartner op een advocatenkantoor in Rotterdam, waar hij zes jaar werkte. In 1919 vestigde hij zich als zelfstandig advocaat in het naburige Schiedam. De schrijver was dus goed op de hoogte van de advocatuur en zijn ervaringen inspireerden hem in 1937 tot het schrijven van de roman ‘Karakter. Roman van zoon en vader’. Vanaf januari 1938 verscheen een voorpublicatie in zes delen in het literaire tijdschrift De Gids, waarna in september 1938 de roman in boekvorm uitkwam. Het was een groot succes en beleefde in twee jaar tijd zes drukken. De roman is in feite een uitwerking van de novelle ‘Dreverhave en Katadreuffe’ die in 1928 in feuilletonvorm verscheen in tijdschrift “De vrijheid”. In de loop der jaren bleef Karakter een populair boek, net als bijvoorbeeld Bint, een ander boek van de auteur. In de jaren zestig en zeventig van de twintigste eeuw werden veel romans tot televisieserie bewerkt. De klop op de deur bijvoorbeeld van Ina Boudier-Bakker, De Kleine Waarheid van Jan Mens en De Stille Kracht van Louis Couperus. In 1971 maakte Walter van der Kamp een minitelevisieserie van Karakter met Ko van Dijk als Dreverhaven en Lex van Delden als Katadreuffe. Van der Kamp beperkte zich overigens tot het volwassen leven van Katadreuffe en nam de serie geheel in de studio op. Ook veranderde hij het einde van de roman, er vindt geen moord op de vader plaats. Het zou vervolgens tot 1997 duren voor Karakter weer verfilmd zou worden.

## Productie
Producent Laurens Geels van First Floor Productions was na de successen van films als Flodder en Amsterdamned in staat tot het maken van duurdere filmproducties. Een van de filmmakers die bij hem in dienst waren getreden, de jonge Mike van Diem was pas afgestudeerd van de filmacademie en werkte aan een grote Amerikaanse coproductie. Geels was van plan de roman Karakter te verfilmen en liet Van Diem het boek lezen. De jonge regisseur had interesse maar voelde zich nog niet in staat het project aan te pakken. In 1993/1994 deed hij meer ervaring op bij het regisseren van enige afleveringen van de tv-serie Pleidooi. Gesterkt door deze ervaring vond hij de moed om Geels aan te spreken over de mogelijke verfilming van Karakter. Laurens Geels zag het heilige vuur in de ogen van zijn pupil en besloot Karakter te produceren met Mike van Diem als regisseur. Het was aanvankelijk bedoeld als kleine film met een dito financiering, maar al snel groeide het budget tot zo'n zeven miljoen gulden (3,7 miljoen euro). Karakter speelt in Rotterdam in de jaren dertig van de twintigste eeuw. Na het bombardement op Rotterdam in mei 1940 werd echter het grootste deel van de binnenstad in de as gelegd. Geels en Van Diem moesten dus uitwijken naar andere steden. Een groot deel van de film werd opgenomen in Antwerpen, maar er werd ook gefilmd in Hamburg, Wrocław (Polen), Gent en Den Haag. De opnames werd verspreid over 71 dagen gemaakt in de zomer en het najaar van 1996.

## Verschillen roman en speelfilm
Net als bij de televisieserie van Walter van der Kamp is de film geen getrouwe bewerking. De scenaristen voegden een kaderverhaal toe en wijzigden het einde van het boek. In het begin van de film zien we hoe Katadreuffe een aanval doet op Dreverhaven. Vervolgens zien we hem in een politiecel waarna hij zijn levensverhaal overdenkt. De film toont nu in flashbacks de jeugd en een deel van het volwassen leven van Katadreuffe. In de roman worden de gebeurtenissen chronologisch verteld zonder flashbacks. Vervolgens laat de film weer de aanval zien maar nu van het gezichtspunt van Dreverhaven, die nu in beeld wordt gebracht als een oude man. In de roman zit deze scène in het laatste hoofdstuk en vormt de climax van het boek. De film kent een gruwelijker einde dan de roman, Dreverhaven is in een liftschacht gesprongen van zijn huis en is te pletter gevallen. Anders dan in de roman wordt in de film de worsteling van Katadreuffe om los te komen van de erfelijke last van zijn vader, fysiek uitgebeeld. Dreverhaven en Katadreuffe vechten met elkaar. Ze takelen elkaar toe en er vloeit bloed. Ook anders is de hoeveelheid tijd die in de film wordt ingeruimd voor de jeugd en studententijd van Katadreuffe, zeker een uur neemt Van Diem de tijd tot de gebeurtenissen van het eerste faillissement.

## Prijzen en nominaties
Academy Award
- De film won de Academy Award voor Beste Niet-Engelstalige film 1998.

Nederlands Film Festival
- Gouden Kalf voor beste lange speelfilm 1997.
- Grote prijs van de jury voor Mike van Diem
- Grolsch film award (Jan Decleir)
- nominatie Gouden Kalf voor beste acteur (Jan Decleir)
- nominatie Gouden Kalf voor beste actrice (Betty Schuurman)
- nominatie Gouden Kalf voor beste regisseur (Mike van Diem)

Brothers Manaki International Film Festival 1998
- Publieksprijs voor Rogier Stoffers
- Silver Camera 300 (Rogier Stoffers)

Camerimage 1997
- Gouden kikker voor Rogier Stoffers

Fantasporto 1997
- Director's Week Award (Mike van Diem)

Guldbagge Awards 1999
- Beste buitenlandse film

Joseph Plateau Awards
- Beste acteur (Jan Decleir)
- nominatie voor Beste film

Palm Springs International Film Festival
- Publieksprijs (Mike van Diem)

Paris Film Festival
- Beste acteur (Jan Decleir)
- Grand Prix (Mike van Diem)